# Mato Fortes
Mato Fortes es una localidad caboverdiana del municipio de São Salvador do Mundo.

## Geografía
La localidad está situada en la isla Santiago.

## Organización territorial
La localidad abarca los lugares y barrios de:
- Choupana
- Desengano (Rubon Gil)
- Mato Forte Baxu
- Mato Forte Riba
- Pó di Guiné
- Quebrada
- Quintal